# Кремлёвские куранты (фильм)
«Кремлёвские куранты» — советский, историко-революционный, художественный фильм 1970 года, по одноимённой пьесе Николая Погодина. Сценарий для фильма написал сын Погодина — Олег Стукалов.

## Сюжет
Действие происходит в Советской России в 1920 году. Крупный в прошлом инженер-электротехник Забелин демонстративно торгует спичками в центре Москвы, у Иверских ворот. Более того, он не считает нужным скрывать свою неприязнь к новой власти. Все родственники и знакомые, да и сам Забелин, уверены, что его неминуемо «вот-вот заберут в ЧК».
За дочерью Забелина ухаживает комиссар Рыбаков. Во время визита Рыбакова в дом Забелина они ссорятся, после чего за Забелиным присылают машину, и он уверен, что его приехали арестовать. Но, оказывается, Забелина приглашают в Кремль, где с ним — правда, в присутствии председателя ВЧК Дзержинского — беседует В. И. Ленин и рассказывает о масштабном плане правительства по электрификации страны. Ленин предлагает Забелину включиться в работу над стратегически важным для Советской России проектом.

## В ролях
| Актёр               | Роль                                           |
| ------------------- | ---------------------------------------------- |
| Юрий Каюров         | Владимир Ильич Ленин председатель Совнаркома   |
| Анатолий Фалькович  | Феликс Эдмундович Дзержинский председатель ВЧК |
| Борис Ливанов       | Антон Иванович Забелин инженер                 |
| Юрий Каморный       | Александр Михайлович Рыбаков комиссар          |
| Антонина Пилюс      | Маша дочь Забелина                             |
| Марк Прудкин        | Егор Дмитриевич Никольский                     |
| Валентина Серова    | Лидия Михайловна жена Забелина                 |
| Борис Петкер        | часовщик                                       |
| Евгений Тетерин     | Георгий Степанович Глаголев                    |
| Всеволод Санаев     | рабочий                                        |
| Аркадий Трусов      | рабочий                                        |
| Геннадий Юхтин      | рабочий                                        |
| Ольга Жизнева       | жена Никольского                               |
| Виктор Кольцов      | оптимист                                       |
| Нина Алисова        | дама с вязаньем                                |
| Александра Панова   | нищая                                          |
| Харий Лиепиньш      | Герберт Уэллс писатель                         |
| Анатолий Крыжанский | Сэм американский журналист                     |
| Ирина Мирошниченко  | Клэр Шеридан журналистка                       |
| Николай Сморчков    | чекист                                         |
| Николай Парфёнов    | человек на рынке (эпизод, нет в титрах)        |
| Таисия Литвиненко   | секретарь Ленина                               |

## Съёмочная группа
- Режиссёр: Виктор Георгиев
- Автор сценария: Олег Стукалов
- Оператор: Владимир Нахабцев
- Художник-постановщик: Юрий Кладиенко
- Художник по костюму: Валентин Перелётов
- Композитор: Андрей Эшпай
- Звукорежиссёр: Арнольд Шаргородский
- Комбинированные съёмки:
  - оператор: Александр Ренков
  - художник: Зоя Морякова

## Технические данные
- широкоэкранный, цветной, 2717 м, 99 мин.